# Ramallo
Pour les articles homonymes, voir Ramallo (homonymie).
Ramallo est une ville de la province de Buenos Aires en Argentine. Elle est la capitale du partido de Ramallo.

## Histoire
La ville de Ramallo a été fondée le 18 avril 1873. Son nom provient de celui du premier habitant qui s'est installé sur les rives du ruisseau du même nom : Bartolomé Ramallo, bien que l'on dise également qu'il pourrait provenir du nom du ruisseau Ramallo, puisqu'il était d'usage de nommer les localités avec l'élément de modelé le plus important (ce ruisseau sépare le district de celui de San Nicolás).
La bataille de Tonelero, qui a eu lieu le 17 décembre 1851, lorsque le général Lucio Norberto Mansilla a attaqué une flotte de sept navires brésiliens naviguant sur le Rio Paraná, au passage de Tonelero (situé entre Ramallo et San Nicolás), est considérée comme l'événement historique le plus important de la région. La flotte était une division de la marine impériale brésilienne qui allait rejoindre l'armée que le général Justo José de Urquiza préparait pour renverser Juan Manuel de Rosas. Les Brésiliens ont finalement réussi à passer, mais avec de nombreuses pertes.
La municipalité a été créée par la loi n°422, votée le 24 octobre 1864 et promulguée le 25 octobre 1864. 

## Géographie
Ramallo est située à 37 mètres au-dessus du niveau de la mer, sur la rive droite du Rio Paraná dans sa partie deltaïque, plus précisément sur son bras le plus méridional, connu sous le nom de Paraná de las Palmas, le plus proche de Buenos Aires.

## Localités dupartido
Les localités du partido de Ramallo sont les suivantes, avec leur situation par rapport au chef-lieu :
- El Paraíso (es) : à 11 km au sud-est.
- Pérez Millán : à 42 km au sud-ouest.
- Villa General Savio (es) : à 18 km au nord-ouest.
- Villa Ramallo : à 4 km au sud-ouest.